# 朝日放送テレビ送信所・中継局一覧
朝日放送テレビ送信所・中継局一覧（あさひほうそうテレビそうしんじょ・ちゅうけいきょくいちらん）は、朝日放送テレビ（ABCテレビ）の送信所と中継局を一覧にしたものである。

## デジタルテレビ放送
JOAY-DTV 朝日放送デジタルテレビジョン
- リモコンキーID：6

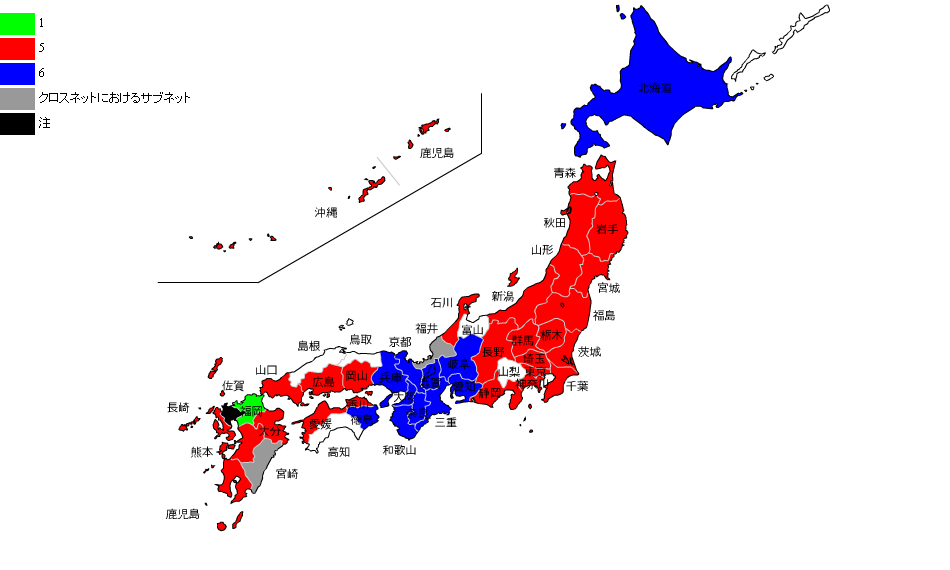
ANN系列のリモコンキーID地図

- 3桁：061、062、063、068（臨時用）、661（ワンセグ用）。
- 「6」は、かつてのアナログ放送の親局が6chであったという在阪広域4局共通の理由で採った。ANN系列でかつてのアナログ親局と同じリモコンキーIDを使うのは「6」の本局と「1」の九州朝日放送（KBC）だけである。
- キー局のテレビ朝日等、残るテレビ朝日系列フルネット20局は全て「5」が使われる。名古屋テレビ放送（メ〜テレ・NBN）・北海道テレビ放送（HTB）が「6」を採ったのは、先発の他系列局（それぞれTBS系列局のCBCテレビと日本テレビ系列局の札幌テレビ放送（STV）に割り当てられている）がかつてのアナログ放送と同じ「5」を踏襲したため本局に合わせて「6」を採った。
- 本局・メ〜テレ・HTB以外でリモコンキーID「6」を採っているのは全て、かつて本局が所属していたTBS系列局であるが、山陽・九州新幹線沿線をエリアとする局で「6」を採っているのは本局とRSK山陽放送（RSKテレビ）のみである。
- テレビ朝日系列フルネット局のない福井県、徳島県で直接受信やCATVを通じて視聴する場合は、リモコン番号は「6」を使う事が多い。隣接地域では山陰放送（BSS）・RSK山陽放送（RSKテレビ）・テレビ高知（KUTV）・メ〜テレがそれぞれ「6」を使う為、デジタル放送では福井県と徳島県以外で越境視聴する場合は枝番（061-1など）がつく。ポジションはリモコン番号が6以外の空き番号の5や9や11等に割り当てられる。
- 関西圏では、このために空いた「5」は京都放送（KBS京都・KBS）とテレビ和歌山（WTV）に割り当てられている。

### 送信所・中継局（デジタル）
- 大阪親局
  - 生駒山 15ch[5]
    - 生駒山テレビ・FM送信所も参照のこと。
    - 所在地 奈良県生駒市鬼取町662-1（旧アナログテレビと同一。ABCラジオの大阪FM補完中継局を併設[6]）
    - 空中線電力 3kW[5]
    - 実効輻射電力 23kW（送信アンテナ移設前は25kW。現在も予備の送信アンテナとして存続）[5]
    - 放送区域内世帯数 約580万世帯
    - 本社演奏所（スタジオ・調整室）が機能を喪失した場合に備え、東京キー局の映像素材を衛星経由で受信しそのまま再送信する機能を持つ[7]。

  - 中之島フェスティバルタワー[7]
    - 2015年5月に予備送信所として設置[7]。空中線電力100W、実効輻射電力220W[5]

- 滋賀県
  - 大津15ch 30W
  - 彦根15ch 30W
  - 甲賀 15ch 3W
  - 大津石山 27ch 0.3W
  - 甲賀大原 30ch 0.3W
  - 信楽 27ch 1W

- 京都府
  - 京都 38ch 100W
  - 福知山 15ch 20W
  - 舞鶴 15ch 10W
  - 宮津 15ch 10W
  - 峰山 15ch 3W
  - 亀岡 15ch 3W
  - 中舞鶴 31ch 1W垂直
  - 野田川 31ch 1W垂直
  - 山科 37ch 1W

- 大阪府
  - 柏原 15ch 1W
  - 岬深日 15ch 0.05W
  - 中能勢 15ch 0.3W
  - 西能勢（デジタル）15ch 0.3W

- 兵庫県
  - 神戸 15ch 3W
  - 姫路 15ch 10W
  - 北淡垂水 15ch 10W垂直
  - 三木 15ch 30W垂直
  - 神戸兵庫 15ch 1W
  - 西宮山口 15ch 3W
  - 香住 15ch 10W
  - 城崎 15ch 10W
  - 龍野 15ch 3W
  - 福崎 15ch 3W
  - 西脇 15ch 1W
  - 猪名川 32ch 1W
  - 市島 31ch 1W
  - 姫路西 15ch 1W垂直
  - 篠山 15ch 3W
  - 氷上 15ch 3W
  - 和田山 15ch 3W垂直
  - 八鹿 31ch 1W垂直
  - 日高 31ch 1W
  - 山崎 20ch 1W
  - 一宮安積 40ch 0.3W
  - 神戸妙法寺 35ch 0.1W
  - 赤穂 15ch 1W垂直
  - 相生 15ch 1W
  - 川西けやき坂 15ch 0.1W
  - 中町 24ch 1W
  - 浜坂 38ch 0.3W
  - 長田 35ch 0.3W
  - 神崎 40ch 1W
  - 相生若狭野 15ch 0.1W
  - 佐用 40ch 1W
  - 青垣 31ch 1W
  - 南淡 15ch 1W

- 奈良県
  - 栃原 37ch 10W（2012年1月までは15chで送信されていたが、同一周波数である親局との混信によりリパックを実施）
  - 三郷立野 38ch 0.3W垂直

- 和歌山県
  - 和歌山 15ch 3W
  - 紀ノ川 15ch 1W垂直
  - 海南 15ch 3W
  - 御坊 15ch 10W
  - 吉備 15ch 3W
  - 有田 15ch 1W
  - 橋本（デジタル）36ch 1W垂直
    - 橋本市の一部地域では奈良県の栃原中継局が受信可能な地域があるため、親局とは別の物理チャンネルで送信される。

  - 田辺北 15ch 3W
  - 田辺 15ch 10W
  - 南部川 38ch 0.3W
  - 下津 15ch 0.1W
  - 新宮 15ch 10W
  - 串本 15ch 3W
  - 由良 37ch 0.3W
  - 印南切目 37ch 0.1W

## 地上アナログテレビジョン放送
2011年7月24日停波時点
JONR-TV 朝日放送テレビジョン
- ANN系列フルネット局の無い徳島県と高知県（東洋町等、室戸岬以東の地域）では大阪親局6chまたは兵庫・和歌山県内の中継局を受信している世帯が、福井県（越前町、南越前町、嶺南地区）では京都府北部の中継局を受信している世帯が多い。山陰地方では香住局35chを受信している世帯があるが岡山放送（OHK、FNN・FNS系列）との混信をさけるために+10kHzオフセット。
- 瀬戸内海放送（KSB）の放送対象地域である香川県東かがわ市、名古屋テレビ放送（メ～テレ）の対象地域である三重県伊賀市と名張市では大阪親局6chを受信される世帯が多い他、名古屋テレビ放送の対象地域である三重県熊野市・南牟婁郡では新宮中継局38chを受信される世帯がある。
- 関西圏2府4県内では中継局受信区域でもチャンネルポジションを6chに設定されていた。
- 地上アナログテレビジョン放送は2011年7月24日23時59分59秒をもって全送信所からの放送を終了した。この項では、終了時点での中継局を掲載している。

### 送信所・中継局（アナログ）
- 大阪親局
  - 生駒山 6ch
    - 生駒山テレビ・FM送信所も参照のこと。
    - 所在地 奈良県生駒市鬼取町662-1
    - 空中線電力 映像10kW・音声2.5kW
    - 実効輻射電力 映像100kW・音声25kW
    - 放送区域内世帯数 約580万世帯
    - アナログテレビの親局6chを使う民放は本局、TBSテレビ、北陸放送（石川県）、IBC岩手放送の4局である。本局以外は3局ともにJNN系列である（本局も1975年4月まではJNN系列であった）。
    - テレ朝系列でVHF6chを使う送信所は、他には名古屋テレビ放送（メ～テレ）の中津川中継局と郡上中継局（ともに岐阜県）がある。
    - 現在の送信所は1978年3月に移転したもので、以前は北へ150mにあった。
    - 1956年（昭和31年）9月26日に旧大阪テレビ放送の送信所として建てられた以前の送信所の建物は居抜きで生駒山上遊園地のエキサイティングゲームコーナーとなり2021年現在も現存。

- 滋賀県
  - 大津 38ch 100W
    - 大津テレビ送信所・中継局も参照のこと。同系列の山形テレビアナログ親局と同一周波数。

  - 彦根 58ch 300W
    - 彦根テレビ中継局・荒神山FM送信所も参照のこと。

- 京都府
  - 京都山科 56ch 10W
  - 福知山 58ch 200W
  - 舞鶴 55ch 100W
  - 宮津 35ch（同系列の北海道テレビ放送・福島放送・広島ホームテレビ親局と同一周波数） 100W
  - 峰山 36cn
  - 亀岡 35ch 30W 以前（1970年代頃）は55chで送信されていた時期もあるが[注 3]、奈良テレビ放送との混信対策等から周波数変更。

- 兵庫県
  - 神戸 41ch 30W ※指向性が西に向いているため、沿岸部での受信が難しく、大阪6chか神戸灘を受信している。アナアナ変更以前は20chだった。
    - 摩耶山送信所も参照のこと。

  - 神戸灘 56ch 30W
    - 垂水区内SHFテレビ中継局も参照のこと。

  - 北淡垂水 57ch 100W垂直
    - 淡路三原テレビ・FM中継局も参照のこと。

  - 三木 38ch 100W垂直
  - 姫路 58ch 100W
    - 姫路出屋敷テレビ中継局も参照のこと。

  - 赤穂 58ch 10W垂直
    - 赤穂・相生地区テレビ中継局も参照のこと。

  - 城崎 58ch 100W
    - 城崎テレビ中継局も参照のこと。

  - 香住 35ch 100W

- 奈良県
  - 栃原 35ch 100W
    - 栃原テレビ中継局も参照のこと。

  - 吉野 36ch 10W

- 和歌山県
  - 和歌山 44ch 30W
    - 和歌山テレビ送信所・中継局も参照のこと。

  - 海南 58ch 30W
    - 海南テレビ中継局・和歌山FM送信所も参照のこと。

  - 御坊 57ch 100W
  - 田辺 58ch 100W
  - 新宮 38ch 100W
  - 串本 57ch 30W

## 区域外再放送
以下のケーブルテレビ局で区域外再放送されている。
- 太字は、アナログ放送を6chで再放送していた。
- A:アナログ放送終了もしくはそれを控えて停止。

- 福井県 - MBSと共に実施。他の広域2局は県内に同一系列局がある関係上、実施していない。
  - ケーブルテレビ若狭小浜（チャンネルO）※地域によって異なる
  - 美方ケーブルネットワーク
  - 福井ケーブルテレビ南えちぜん支局（その他の福井ケーブルテレビのサービスエリアは石川県の北陸朝日放送を区域外再放送）
  - 嶺南ケーブルネットワーク

- 三重県 - 伊賀・東紀州地方では在阪広域4局の区域外再放送を実施。
  - アドバンスコープ（デジタル11ch）
  - 伊賀上野ケーブルテレビ（ICT）（デジタル11ch）
  - ZTV（東紀州（紀南）地域のみ）

- 鳥取県 - テレビ朝日系列局が置局されていないことから中国地方で唯一、一部局で区域外再放送が行われている。
  - 鳥取テレトピア（いなばぴょんぴょんネット。デジタル5ch）
  - 日本海ケーブルネットワーク（鳥取局のみ。デジタル4ch）
  - A中海テレビ放送（米子局・境港局・日吉津局・岸本局のみ）
  - A鳥取中央有線放送

上記2局はデジタルではKSBを区域外再放送。
- 徳島県 - 県内を放送対象区域とする地上波の民放テレビ局がJRTのみと言う事情から、いわゆる「デジタル区域外再放送の特例」が認められ、池田ケーブルネットワーク（こちらは岡高局であるKSB）を除き、本局を含む在阪局が区域外再放送されている（ただし読売テレビはひのきのみ、テレビ大阪は県南部では実施されていない）。
  - 阿波市ケーブルネットワーク
  - 石井町有線放送農業協同組合（IHK 石井CATV）
  - エーアイテレビ
  - 上板町有線テレビ（KCI）
  - ケーブルテレビあなん
  - ケーブルネットおえ
  - ケーブルテレビ徳島（テレビトクシマ）
  - 国府町CATV（KBC）
  - テレビ阿波（デジタル放送のみ）
  - テレビ鳴門
  - 徳島県南メディアネットワーク（MTC）
  - 徳島中央テレビ（JCTV）
  - 那賀町ケーブルテレビ（KHK）
  - 東阿波ケーブルテレビ（e-あわネット）
  - ひのき（CUEtv）
  - 牟岐中村テレビ共同受信組合